# Lake Moondarra
Lake Moondarra är en sjö i Australien. Den ligger i delstaten Queensland, omkring 1 600 kilometer nordväst om delstatshuvudstaden Brisbane. Lake Moondarra ligger 325 meter över havet. Arean är 23,8 kvadratkilometer. Den sträcker sig 8,9 kilometer i nord-sydlig riktning, och 6,5 kilometer i öst-västlig riktning.
Omgivningarna runt Lake Moondarra är i huvudsak ett öppet busklandskap. Trakten runt Lake Moondarra är nära nog obefolkad, med mindre än två invånare per kvadratkilometer. Genomsnittlig årsnederbörd är 411 millimeter. Den regnigaste månaden är februari, med i genomsnitt 120 mm nederbörd, och den torraste är augusti, med 1 mm nederbörd.